# Roy MacGregor-Hastie
Roy MacGregor-Hastie (n. 1929, Manchester, Anglia, Regatul Unit – d. 12 februarie 1994) a fost un scriitor, jurnalist, comentator politic, poet și traducător britanic din și în limba română.

## Biografie
MacGregor-Hastie s-a născut la Manchester în 1928. La sfârșitul anilor 1950 și începutul anilor 1960 a fost un colaborator regulat la Sunday Express, iar articolele sale au fost difuzate și popularizate în toată lumea. Vorbea șapte limbi străine, inclusiv româna și rusa.
MacGregor-Hastie a fost unul dintre cei mai citiți comentatori cu privire la situația politică din statele comuniste și a publicat reportaje realizate la Moscova, Varșovia, Praga, Budapesta și București. A publicat mai multe cărți, inclusiv biografii ale lui Nikita Hrușciov, Mao Zedong, Charles George Gordon și Mircea Snegur. Biografia lui Nikita Hrușciov a fost vândută în peste 150.000 de exemplare și a fost tradusă în mai multe limbi europene, printre care și limba turcă. A realizat, de asemenea, emisiuni la radio și televiziune.
Ca educator, a predat la Colegiul Kingston upon Hull (numit acum Hull College of Education) atunci când Cyril Bibby a fost director (1959-1977). A apărut ca „naufragiat” în cadrul programului Desert Island Discs de la Radio BBC din 27 iulie 1964. A tradus în engleză romanul Șatra al lui Zaharia Stancu, traducerea sa fiind publicată în 1973 de editura Abelard-Schuman din Londra-New York sub titlul The Gypsy Tribe.
MacGregor-Hastie a murit la 12 februarie 1994.

## Cărți publicate (selecție)
- The Life and Times of Nikita Kruschev (1959)
- The Red Barbarians: The life and times of Mao Tse-Tung (1961) ISBN: 1-104-84901-1
- The day of the Lion—The Rise and fall of Fascist Italy: 1922-1945 (Hardcover - Jan 1, 1964)
- Africa: Background for Today (1967)
- Anthology of Contemporary Romanian Poetry (1969)
- Never to be taken alive: A biography of General Gordon (1985) ISBN: 0-283-99184-4
- China Bird (1986)
- Picasso's Women (1989) ISBN: 1-85291-013-5

### Traduceri (incomplete)
- Zaharia Stancu: The Gypsy Tribe (Șatra), Abelard-Schuman, Londra-New York, 1973.